# Sturnelle des pampas
Leistes defilippii
Espèce
Statut de conservation UICN

 VU A2ce+3ce+4ce;B1ab(i,ii,iii,iv,v) : Vulnérable
La Sturnelle des pampas (Leistes defilippii) est une espèce de passereau d'Amérique du Sud de la famille des ictéridés.

## Distribution

habitat permanent
zone d'hivernage

La Sturnelle des pampas se retrouve dans le nord-est de l’Argentine au sud de l’Uruguay. Elle a également été observée à quelques endroits dans le sud du Brésil. Les observations les plus au nord proviennent d’individus non nicheurs en dehors de la saison de nidification. La population de cette sturnelle est en déclin et sa distribution se rétrécit.

## Habitat
La Sturnelle des pampas fréquente les prairies. La conversion des prairies pour l’agriculture a un impact négatif sur sa population

## Nidification
La Sturnelle des pampas est territoriale pendant la saison de nidification. Elle défend l’accès à son territoire, non seulement aux membres de la même espèce, mais aussi aux membres de la Sturnelle à sourcils blancs.
Le nid, placé au sol, est un panier d’herbes tressées. Les œufs sont généralement au nombre de 4.